# Eugene Laverty
Eugene Laverty (Ballymena, 1986. június 3. –) északír motorversenyző.

## Pályafutása

### A kezdetek
Laverty Az észak-írországi Toomebridge-ben született 1986-ban. 2004-ben kezdett motorozni a brit 125 köbcentis kategóriában, ahol összetett 2. helyezést ért el. 2006-ban a brit Supersport-szériában is jó évet zárt, viszont a tabellán 3. lett Cal Crutchlow és Tom Sykes mögött négy futamgyőzelemmel. Egy évvel korábban abszolút újoncként kilencediknek rangsorolták. 

### 250 cm³ világbajnokság
A 2007-es évet már a 250-es géposztály világbajnokságában kezdte meg az LCR Hondával. Az eredményei azonban elmaradtak és mindössze a 25. pozícióban zárt, legjobb eredménye pedig egy 14. helyezés volt.
2008-ra az általános közlemény az volt vele szemben, hogy visszatér a szigetországba. December 18-án bejelentésre került, hogy marad a vb-n a Blusens Aprilia színeiben. Kínában és Portugáliában ért be a pontszerzők között, Le Mans-ban, Franciaországban pedig az vizes aszfalton karambolozott. 

### Supersport-világbajnokság
Még 2008-ban debütált a Supersport-szériában is a sérült Fabien Foret helyetteseként, mégpedig a gyári Yamaha színeiben. Érdekesség, hogy egy héttel korábban még az Indianapolisi futamon egy nagyobbat bukott és megsérült. Vallelungában nagy csatában végzett végül a 3. helyen. Még a verseny előtt bejelentette, hogy távozik a 250 köbcentis bajnokságból és 2009-tól teljes egészében a Supersport-világbajnokságra koncentrál.
2009-re a Parkalgar Honda csapatához szerződött. Március 14-én első győzelmét aratta a katari Losail International Circuit-en. Az utolsó néhány méteren utolérte, majd leelőzte a Ten Kate Racing versenyzőjét, Andrew Pittet. Ezzel együtt csapata első győzelmét szerezte meg. További három győzelmet szerzett és 7 ponttal maradt le szoros küzdelemben a bajnoki címről, amit Cal Crutchlow nyert. 
2010-ben ismét dominálva, több győzelmet és dobogót gyűjtve újból kevéssel maradt alul a török Kenan Sofuoğluval szemben.

### Superbike-világbajnokság
2011-re felkerült a legnagyobb osztályba, a Superbike-világbajnokságba a Yamahával. Május 8-án, Monzában elsőként intették le, majd a másnapi versenyt is győzelemmel zárta, miközben csapattársa, Marco Melandri mögötte ért be a második pozícióban.
2012-ben átigazolt a gyári Aprilia Racinghez. A szezon végén gyűjtött egy győzelmet és 6. lett összetettben, a márka pedig gyártói világbajnoki címet nyert. 2013-ra is maradt az alakulatnál és jobb teljesítményt hozva 9 sikerrel egészen az utolsó fordulóig volt esélye a végső sikerre, amit végül Tom Sykes nyert meg. 2014-ben szerződést kötött a Voltcom Crescent Suzuki istállójához egy Suzuki GSX-R1000-el. Phillip Island-en a bemutatkozó versenyén a márkával rögtön nyerni tudott. A hasonlóan jó folytatás hiányában csak a 10. lett 161 ponttal.
2016 októberében hivatalosan közzétették, hogy 2017-re visszatér a kategóriába két év kihagyás után. 2018-ban az amerikai nagydíjon 2. lett, amivel majdnem két év után dobogóra hozta be az Aprilia motorját.
2019-ben átigazolt a Team Goelevenhez, akik egy Ducati Panigale V4 R-t adtak alá. Imolában az első szabadedzésen bukott és sérülés miatt több futamot is kénytelen volt kihagyni. Ebben az időszakban Thomas Bridewell és Lorenzo Zanetti helyettesítette. 2020-ra átváltott a BMW S1000 RR-re és a BMW alakulatához. Magny-Cours-ban győzedelmeskedett a Superpole-versenyen, a rangsorban pedig 15. lett. 2021-ben az egyik szatellit alakulathoz, az RC Squadra Corséhoz ment át, akik Hollandiába már nem utaztak el és kiszálltak a szériából. A jerezi spanyol versenyre a BMW visszahívta, hogy helyettesítse a sérült Tom Sykes-t.
2022. augusztus 1-jén bejelentette visszavonulását és Bonovo BMW társtulajdonosaként folytatta 2023-tól.

### MotoGP
2014 szeptemberében közölték, hogy a királykategóriába, a MotoGP-be megy az Aspar Teamhez és egy Honda RC213V-RS-el állt fel a rajtrácsra. A versenyzők között 22. lett, legjobb eredménye egy 12. helyezés volt Katalóniában. 
A 2016-os szezonban maradt az Aspar csapat kötelékében, akik Apriliára váltottak, egész pontosan egy Ducati Desmosedici GP14.2-esre. Argentínában érte el MotoGP-pályafutása legjobb eredményét, amikor a negyedikként intették le.

## Eredményei

### Teljes Supersport-világbajnokság eredménylistája
(Táblázat értelmezése)

(Félkövér: pole-pozícióból indult; dőlt: leggyorsabb kört futott) 

| Év   | Csapat | 1     | 2      | 3     | 4     | 5     | 6     | 7     | 8     | 9      | 10     | 11    | 12    | 13     | 14    | Helyezés | Pont |
| ---- | ------ | ----- | ------ | ----- | ----- | ----- | ----- | ----- | ----- | ------ | ------ | ----- | ----- | ------ | ----- | -------- | ---- |
| 2008 | Yamaha | QAT   | AUS    | SPA   | NED   | ITA   | GER   | SMR   | CZE   | GBR    | EUR 12 | ITA 3 | FRA   | POR    |       | 21.      | 20   |
| 2009 | Honda  | AUS 5 | QAT 1  | SPA 9 | NED 1 | ITA 4 | RSA 1 | USA 2 | SMR 2 | GBR 5  | CZE 5  | GER 2 | ITA 2 | FRA 13 | POR 1 | 2.       | 236  |
| 2010 | Honda  | AUS 1 | POR 11 | SPA 5 | NED 1 | ITA 1 | RSA 1 | USA 2 | SMR 1 | CZE Ki | GBR 1  | GER 1 | ITA 3 | FRA 1  |       | 2.       | 252  |

### Teljes Superbike-világbajnokság eredménylistája
(Táblázat értelmezése)

(Félkövér: pole-pozícióból indult; dőlt: leggyorsabb kört futott) 

| Év   | Motor   | 1   | 1   | 2   | 2   | 3   | 3   | 4   | 4   | 5   | 5   | 6   | 6   | 7   | 7   | 8   | 8   | 9   | 9   | 10  | 10  | 11  | 11  | 12  | 12  | 13  | 13  | 14  | 14  | Helyezés | Pont  |
| Év   | Motor   | R1  | R2  | R1  | R2  | R1  | R2  | R1  | R2  | R1  | R2  | R1  | R2  | R1  | R2  | R1  | R2  | R1  | R2  | R1  | R2  | R1  | R2  | R1  | R2  | R1  | R2  | R1  | R2  | Helyezés | Pont  |
| 2011 | Yamaha  | AUS | AUS | EUR | EUR | NED | NED | ITA | ITA | USA | USA | SMR | SMR | SPA | SPA | CZE | CZE | GBR | GBR | GER | GER | ITA | ITA | FRA | FRA | POR | POR |     |     | 4.       | 303   |
| ---- | ------- | --- | --- | --- | --- | --- | --- | --- | --- | --- | --- | --- | --- | --- | --- | --- | --- | --- | --- | --- | --- | --- | --- | --- | --- | --- | --- | --- | --- | -------- | ----- |
| 2011 | Yamaha  | 4   | 15  | Ki  | 14  | 7   | 6   | 1   | 1   | 5   | 4   | 5   | 13  | 4   | 6   | 5   | 5   | 2   | 2   | 4   | 5   | 5   | 4   | 5   | 3   | 19  | 2   |     |     | 4.       | 303   |
| 2012 | Aprilia | AUS | AUS | ITA | ITA | NED | NED | ITA | ITA | EUR | EUR | USA | USA | SMR | SMR | ESP | ESP | CZE | CZE | GBR | GBR | RUS | RUS | GER | GER | POR | POR | FRA | FRA | 6.       | 263,5 |
| 2012 | Aprilia | Ki  | 8   | 5   | 6   | 5   | 3   | T   | 3   | 15  | Ki  | 5   | 6   | 7   | Ki  | 5   | 2   | 5   | 5   | 10  | 4   | 4   | Ki  | 2   | 2   | 13  | 1   | 7   | 4   | 6.       | 263,5 |
| 2013 | Aprilia | AUS | AUS | ESP | ESP | NED | NED | ITA | ITA | EUR | EUR | POR | POR | ITA | ITA | RUS | RUS | GBR | GBR | GER | GER | TUR | TUR | USA | USA | FRA | FRA | ESP | ESP | 2.       | 424   |
| 2013 | Aprilia | 2   | 1   | Hn  | Ki  | 4   | 1   | 3   | 1   | 7   | 3   | Ki  | 1   | 3   | Ki  | Ki  | T   | 2   | 3   | 15  | 2   | 1   | 1   | 3   | 1   | 3   | 2   | 1   | 1   | 2.       | 424   |
| 2014 | Suzuki  | AUS | AUS | ESP | ESP | NED | NED | ITA | ITA | GBR | GBR | MAL | MAL | ITA | ITA | POR | POR | USA | USA | ESP | ESP | FRA | FRA | QAT | QAT |     |     |     |     | 10.      | 161   |
| 2014 | Suzuki  | 1   | Ki  | 5   | 6   | Ki  | Ki  | 7   | 9   | Ki  | 13  | 3   | 7   | 9   | 7   | 8   | 9   | Ki  | 4   | 6   | 6   | 19  | Ki  | 9   | Ki  |     |     |     |     | 10.      | 161   |
| 2017 | Aprilia | AUS | AUS | THA | THA | ESP | ESP | NED | NED | ITA | ITA | GBR | GBR | ITA | ITA | USA | USA | GER | GER | POR | POR | FRA | FRA | ESP | ESP | QAT | QAT |     |     | 10.      | 157   |
| 2017 | Aprilia | 8   | 10  | Ki  | 15  | 8   | 9   | 8   | 8   | Hn  | 7   | 13  | Ki  | 6   | 5   | Ki  | 6   | 10  | Ki  | 7   | 4   | 6   | 17  | 8   | Ki  | 4   | 7   |     |     | 10.      | 157   |
| 2018 | Aprilia | AUS | AUS | THA | THA | ESP | ESP | NED | NED | ITA | ITA | GBR | GBR | CZE | CZE | USA | USA | ITA | ITA | POR | POR | FRA | FRA | ARG | ARG | QAT | QAT |     |     | 8.       | 158   |
| 2018 | Aprilia | 8   | 15  | 9   | Ki  |     |     |     |     | 12  | 9   | 6   | Ki  | 6   | 4   | 4   | 3   | 3   | 8   | Ki  | 7   | 9   | 11  | 5   | Ki  | 4   | T   |     |     | 8.       | 158   |

| Év   | Motor  | 1   | 1   | 1   | 2   | 2   | 2   | 3   | 3   | 3   | 4   | 4   | 4   | 5   | 5   | 5   | 6   | 6   | 6   | 7   | 7   | 7   | 8   | 8   | 8   | 9   | 9   | 9   | 10  | 10  | 10  | 11  | 11  | 11  | 12  | 12  | 12  | 13  | 13  | 13  | Helyezés | Pont |
| Év   | Motor  | V1  | SV  | V2  | V1  | SV  | V2  | V1  | SV  | V2  | V1  | SV  | V2  | V1  | SV  | V2  | V1  | SV  | V2  | V1  | SV  | V2  | V1  | SV  | V2  | V1  | SV  | V2  | V1  | SV  | V2  | V1  | SV  | V2  | V1  | SV  | V2  | V1  | SV  | V2  | Helyezés | Pont |
| 2019 | Ducati | AUS | AUS | AUS | THA | THA | THA | ESP | ESP | ESP | NED | NED | NED | ITA | ITA | ITA | ESP | ESP | ESP | ITA | ITA | ITA | GBR | GBR | GBR | USA | USA | USA | POR | POR | POR | FRA | FRA | FRA | ARG | ARG | ARG | QAT | QAT | QAT | 15.      | 81   |
| ---- | ------ | --- | --- | --- | --- | --- | --- | --- | --- | --- | --- | --- | --- | --- | --- | --- | --- | --- | --- | --- | --- | --- | --- | --- | --- | --- | --- | --- | --- | --- | --- | --- | --- | --- | --- | --- | --- | --- | --- | --- | -------- | ---- |
| 2019 | Ducati | 12  | 9   | 9   | Ki  | Ni  | Ki  | 15  | 6   | 6   | 14  | T   | 13  | Vi  | Vi  | Vi  |     |     |     |     |     |     | Ni  | Ni  | Ni  | 11  | 14  | 12  | Ki  | 15  | 14  | 9   | 13  | 12  | Ni  | 13  | 7   | 9   | 9   | 6   | 15.      | 81   |
| 2020 | BMW    | AUS | AUS | AUS | ESP | ESP | ESP | POR | POR | POR | ESP | ESP | ESP | ESP | ESP | ESP | ESP | ESP | ESP | FRA | FRA | FRA | POR | POR | POR |     |     |     |     |     |     |     |     |     |     |     |     |     |     |     | 15.      | 55   |
| 2020 | BMW    | 11  | Ni  | Ni  | 15  | 13  | Ki  | 10  | 20  | 12  | 16  | 16  | 14  | 8   | 14  | 11  | 11  | 11  | 7   | Ki  | 15  | 14  | 12  | 16  | 12  |     |     |     |     |     |     |     |     |     |     |     |     |     |     |     | 15.      | 55   |
| 2021 | BMW    | ESP | ESP | ESP | POR | POR | POR | ITA | ITA | ITA | GBR | GBR | GBR | NED | NED | NED | CZE | CZE | CZE | ESP | ESP | ESP | FRA | FRA | FRA | ESP | ESP | ESP | ESP | ESP | ESP | POR | POR | POR | ARG | ARG | ARG | IDN | IDN | IDN | 19.      | 40   |
| 2021 | BMW    | Ki  | 16  | 17  | 18  | 8   | 9   | Ni  | 13  | 15  | 13  | 12  | 15  |     |     |     |     |     |     |     |     |     |     |     |     |     |     |     | 12  | T   | 11  | 9   | 9   | 10  | 13  | 15  | 16  |     |     |     | 19.      | 40   |
| 2022 | BMW    | ESP | ESP | ESP | NED | NED | NED | POR | POR | POR | ITA | ITA | ITA | GBR | GBR | GBR | CZE | CZE | CZE | FRA | FRA | FRA | ESP | ESP | ESP | POR | POR | POR | ARG | ARG | ARG | IDN | IDN | IDN | AUS | AUS | AUS |     |     |     | 16.      | 36   |
| 2022 | BMW    | 10  | 11  | 12  | Ni  | Ni  | Ni  | 15  | Ki  | 14  | 13  | 12  | 14  | 20  | 23  | Ki  | 19  | 18  | Ni  | 18  | 18  | Ki  | 10  | 14  | 14  | 15  | 15  | 16  | 14  | 19  | 11  | 14  | 17  | 16  | 18  | 15  | Ki  |     |     |     | 16.      | 36   |

* A szezon jelenleg is zajlik.

### Teljes MotoGP eredménylistája
(Táblázat értelmezése)

(Félkövér: pole-pozícióból indult; dőlt: leggyorsabb kört futott) 

| Év   | Géposztály | Motor   | 1      | 2      | 3      | 4      | 5      | 6      | 7      | 8      | 9      | 10     | 11     | 12     | 13     | 14     | 15     | 16     | 18     | 19     | Helyezés | Pont |
| ---- | ---------- | ------- | ------ | ------ | ------ | ------ | ------ | ------ | ------ | ------ | ------ | ------ | ------ | ------ | ------ | ------ | ------ | ------ | ------ | ------ | -------- | ---- |
| 2004 | 125 cm³    |         | RSA    | SPA    | FRA    | ITA    | CAT    | NED    | BRA    | GER    | GBR 25 | CZE    | POR    | JPN    | QAT    | MAL    | AUS    | VAL    |        |        | –        | 0    |
| 2007 | 250 cm³    | Aprilia | QAT 18 | SPA 14 | TUR 17 | CHN 17 | FRA 15 | ITA 20 | CAT 19 | GBR Ki | NED 21 | GER Ki | CZE Ki | SMR 15 | POR 14 | JPN 19 | AUS 16 | MAL 17 | VAL 21 |        | 25.      | 6    |
| 2008 | 250 cm³    | Aprilia | QAT Ki | SPA Ki | POR 15 | CHN 13 | FRA Ki | ITA 13 | CAT Ki | GBR Ki | NED 16 | GER 15 | CZE 16 | SMR Ki | IND Ni | JPN    | AUS    | MAL    | VAL    |        | 21.      | 8    |
| 2015 | MotoGP     | Honda   | QAT 18 | AME 16 | ARG 17 | SPA 18 | FRA 14 | ITA 15 | CAT 12 | NED Ki | GER 17 | IND 19 | CZE Ki | GBR 17 | RSM 19 | ARA 14 | JPN 17 | AUS 19 | MAL 19 | VAL Ki | 22.      | 9    |
| 2016 | MotoGP     | Ducati  | QAT 12 | ARG 4  | AME 12 | SPA 9  | FRA 11 | ITA 13 | CAT 13 | NED 7  | GER 11 | AUT 18 | CZE 6  | GBR 12 | RSM 14 | ARA 14 | JPN Ki | AUS 14 | MAL 12 | VAL 16 | 13.      | 77   |